# Simrich
Der Simrich ist ein 442,4 m ü. NHN hoher Ausläufer des Simbergs (527,7 m) im Rothaargebirge und gilt als dessen südwestlichste Erhebung. Er liegt bei Burbach im nordrhein-westfälischen Kreis Siegen-Wittgenstein.

## Geographie

### Lage
Der im Südteil des Rothaargebirges im Gemeindegebiet von Burbach zwischen dem gleichnamigen Kernort im Süden sowie den Burbacher Ortsteilen Wahlbach im Westen und Gilsbach im Nordnordosten gelegene Simrich gehört als Südwestausläufer des Simbergs zum Massiv der Kalteiche. Nach Nordosten leitet die Landschaft zum Simberg über und nach Süden, Südwesten und Westen fällt sie in das Tal der dort in Südost-Nordwest-Richtung fließenden Heller ab, in die der nordwestlich der Erhebung verlaufende Gilsbach beim Dorf Wahlbach mündet. Auf der Simberg-Südwestflanke entspringt der dann nordöstlich des Simrichs fließende und 1,4 km lange Fisselbach, der nördlich der Erhebung in den Gilsbach mündet.

### Naturräumliche Zuordnung
Der Simrich liegt in der naturräumlichen Haupteinheitengruppe Süderbergland (Nr. 33) auf der Grenze des Naturraums Kalteiche (mit Haincher Höhe) (333.00), der in der Haupteinheit Rothaargebirge (mit Hochsauerland) (333) zur Untereinheit Dill-Lahn-Eder-Quellgebiet (333.0) gehört, zum Naturraum Mittleres Hellertal (331.31), der in der Haupteinheit Siegerland (331) zur Untereinheit Hellerbergland (331.3) zählt; die dortigen Täler von Heller und Gilsbach sind Teil des Naturraums Mittleres Hellertal.

## Schutzgebiete
Nördlich bis nordwestlich des Simrichs liegen das 60 ha große Naturschutzgebiet Gilsbachtal (CDDA-Nr. 318440; 2002 ausgewiesen), das flächen- und größenmäßig deckungsgleich mit dortigem Fauna-Flora-Habitat-Gebiet Gilsbachtal (FFH-Nr. 5214-302) ist.

## Bergbau und Simrich-Ausläufer
Am Berghang finden sich diverse alte Pingen und Stollengänge, hauptsächlich auf der Hellertalseite; namhafter Bergbau hat jedoch nicht stattgefunden. Auf den Flanken vom 380,3 m hohen Westnordwest-Ausläufer des Simrichs liegen der Wahlbacher Sportplatz und ein Kriegerdenkmal sowie der Friedhof des Dorfs.

## Verkehr
Zwischen dem Simrich und dem Simberg verläuft die dort auf maximal 441 m Höhe führende Landesstraße 723 als Verbindungsstraße von Wilnsdorf durch Wilden und Gilsbach nach Burbach. Sie trifft südlich des Simbergs auf die L 531, die von Wahlbach durch Burbach nach Würgendorf führt. Von der L 531 zweigt in Wahlbach die Kreisstraße 12 ab, die in Gilsbach auf die L 723 trifft. Die Erhebung selbst ist auf Waldwegen und Pfaden zu erreichen.